# 4554 Fanynka
A 4554 Fanynka (ideiglenes jelöléssel 1986 UT) a Naprendszer kisbolygóövében található aszteroida. Antonín Mrkos fedezte fel 1986. október 28-án.